# 七色の風
「七色の風」（なないろのかぜ）は、キンモクセイの3作目のシングル。2002年5月9日発売。発売元はBMGファンハウス。

## 概要
森永乳業『Piknik』CMソング。
シングルのジャケットには、1980年代にキリンビール（当時）が発売した炭酸飲料、「オフサイド」の缶が写っている。
また一般にも少数配布されたプロモーションCDのジャケットは大滝詠一の『A LONG VACATION』のパロディになっていたほか、同じく特典で配布されたステッカーは『NIAGARA TRIANGLE Vol.2』のパロディとなっていた。なお後年、キンモクセイは大滝の「夢で逢えたら」をカバーしており、ラジオでの対談も果たしている。

## トラック
1. 七色の風 [5:52]
  - 作詞・作曲:伊藤俊吾、編曲:キンモクセイ・佐橋佳幸
  - PVは国営昭和記念公園で撮影され、乙葉が出演している。
2. 追い風マークII [3:23]
  - 作詞・作曲:白井雄介、編曲:キンモクセイ
3. 波 [4:38]
  - 作詞・作曲:伊藤俊吾、編曲:キンモクセイ
4. 七色の風（ORIGINAL KARAOKE）

## 収録アルバム
- 音楽は素晴らしいものだ (#1,2)
- ベスト・コンディション 〜kinmokusei single collection〜 (#1,2,3)